# ادوارد سی. تولمن
ادوارد چـِـیس تولمن (انگلیسی: Edward Chace Tolman؛ ۱۴ آوریل ۱۸۸۶ – ۱۹ نوامبر ۱۹۵۹) روان‌شناس و استاد روان‌شناسی آمریکایی در دانشگاه کالیفرنیا، برکلی بود.
او بنیان‌گذار شاخهٔ جدیدی در روان‌شناسی تحت عنوان «رفتارگرایی هدفمند» بود. وی همچنین مفهوم یادگیری نهفته را گسترش داد که نخستین بار در سال ۱۹۲۹ میلادی توسط «اچ. سی. بلاجت» مطرح شده بود.
بر پایه‌ٔ گزارش مجله روان‌شناسی عمومی در سال ۲۰۰۲ میلادی، او چهل و پنجمین روان‌شناس قرن بیستم از لحاظ بیشترین استناد در مقالات روان‌شناسی است.